# Fonds mutuel
Au Canada et aux États-Unis, un fonds mutuel est un fonds de placement réunissant l'argent de plusieurs investisseurs. 

## Principes de fonctionnement
Les administrateurs du fonds doivent administrer l'argent selon un document décrivant comment l'argent sera placé. 
Par exemple, un fonds d'obligations canadiennes devra placer l'argent uniquement dans ce genre d'obligations. La description du fonds spécifie généralement des pourcentages qui doivent être maintenus selon les types de titres. Par exemple, un fonds pourrait avoir 20 % d'obligations du gouvernement canadien, 40 % d'obligations de compagnies canadiennes et 40 % d'actions de compagnies canadiennes.